# Лальское городское поселение
Ла́льское городско́е поселе́ние — упразднённое муниципальное образование в Лузском муниципальном районе Кировской области. Административный центр — посёлок городского типа Лальск.

## География
Лальское городское поселение находится на севере Лузского района, в бассейне рек Лалы и Лузы. Площадь поселения — 117426 га.

## История
Лальское городское поселение образовано 1 января 2006 года согласно Закону Кировской области от 07.12.2004 № 284-ЗО.
Законом Кировской области от 27 июля 2007 года № 151-ЗО в состав поселения были включены населённые пункты упразднённого Аникинского сельского поселения.
Законом Кировской области от 30 апреля 2009 года № 369-ЗО в состав поселения были включены населённые пункты упразднённого Верхнелальского сельского поселения.
Законом Кировской области от 28 апреля 2012 года № 141-ЗО в состав поселения включены все населённые пункты упразднённого Учецкого сельского поселения.
К 2021 году упразднено в связи с преобразованием муниципального района в муниципальный округ.

## Население
| 2009  | 2010  | 2011  | 2012  | 2013  | 2014  | 2015  |
| ----- | ----- | ----- | ----- | ----- | ----- | ----- |
| 4356  | ↘3705 | →3705 | ↗4463 | ↘4430 | ↘4269 | ↘4089 |
| 2016  | 2017  | 2018  | 2019  | 2020  | 2021  |       |
| ↘3959 | ↘3853 | ↘3741 | ↘3625 | ↘3479 | ↘3029 |       |

## Состав городского поселения
| №  | Населённый пункт | Тип населённого пункта      | Население |
| -- | ---------------- | --------------------------- | --------- |
| 1  | Аксёновская      | деревня                     | 49        |
| 2  | Александрово     | деревня                     | 3         |
| 3  | Аленкино         | деревня                     | 0         |
| 4  | Бечковская       | деревня                     | 5         |
| 5  | Боброво          | деревня                     | 0         |
| 6  | Бурдуково        | деревня                     | 13        |
| 7  | Васковская       | деревня                     | 0         |
| 8  | Вахрушево        | деревня                     | 7         |
| 9  | Вачелово         | деревня                     | 0         |
| 10 | Верхне-Лалье     | село                        | 180       |
| 11 | Данилово         | деревня                     | 0         |
| 12 | Ельцова Гора     | деревня                     | 7         |
| 13 | Емельяниха       | деревня                     | 16        |
| 14 | Животово         | деревня                     | 158       |
| 15 | Заболотье        | деревня                     | 0         |
| 16 | Зубарево         | деревня                     | 5         |
| 17 | Исток            | деревня                     | 40        |
| 18 | Княже            | деревня                     | 0         |
| 19 | Козинская        | деревня                     | 17        |
| 20 | Кузьминская      | деревня                     | 12        |
| 21 | Курлаковская     | деревня                     | 0         |
| 22 | Лальск           | пгт, административный центр | ↘2452     |
| 23 | Ляпково          | деревня                     | 9         |
| 24 | Малое Стройково  | деревня                     | 0         |
| 25 | Медведевская     | деревня                     | 7         |
| 26 | Миняевская       | деревня                     | 0         |
| 27 | Никулино         | деревня                     | 80        |
| 28 | Пантелеево       | деревня                     | 49        |
| 29 | Перевалово       | деревня                     | 2         |
| 30 | Пестово          | деревня                     | 18        |
| 31 | Петровщина       | деревня                     | 3         |
| 32 | Пожарище         | деревня                     | 2         |
| 33 | Попово           | деревня                     | 12        |
| 34 | Пятинская        | деревня                     | 9         |
| 35 | Руччерп          | деревня                     | 7         |
| 36 | Своробово        | деревня                     | 0         |
| 37 | Северные Полянки | посёлок                     | 188       |
| 38 | Семеновская      | деревня                     | 1         |
| 39 | Сирино           | деревня                     | 31        |
| 40 | Скалепово        | деревня                     | 0         |
| 41 | Старчевская      | деревня                     | 27        |
| 42 | Улановская       | деревня                     | 0         |
| 43 | Ухтенино         | деревня                     | 0         |
| 44 | Учка             | село                        | 135       |
| 45 | Ханюг            | деревня                     | 0         |
| 46 | Целяково         | деревня                     | 16        |
| 47 | Чураково         | деревня                     | 0         |
| 48 | Шурыгино Плесо   | деревня                     | 2         |
| 49 | Ярцево           | деревня                     | 12        |

Законом 222-ЗО от 21.12.2018 деревни Патракиево, Подушаково и Ушаково исключены из учётных данных.